# Helck
『Helck』（ヘルク）は、七尾ナナキによる日本の漫画作品。『裏サンデー』（小学館）および『マンガワン』（同社）にて2014年5月5日より2017年12月4日まで毎週月曜日に連載された。

## 概要
ニコニコ静画にて、『TIADIUM』や『ACARIA』等を連載している七尾ナナキのプロデビュー作品。元々は、裏サンデーが2013年に開催した『第2回連載投稿トーナメント』の応募作品の1つであったが、総合2位となり連載となった。これについて七尾は、応募した理由は力試しで、「優勝狙うぞ！」とは、とても思ってなかったと語っている。
2015年、ダ・ヴィンチとniconicoが主催する「次にくるマンガ大賞」・これから売れてほしいマンガ部門にて8位を受賞した。
2017年、Webマンガを対象にしたマンガ賞「100万人が選ぶ 本当に面白いWEBコミックはこれだ！」・オトコ編にて5位を受賞した 。
連載終了後の2022年2月にはメディアミックスとしてアニメ化と新装版の発売が発表された。

## あらすじ

### 新魔王決定戦編
魔界のとある国。1人の勇者の手によって魔王トールが倒され、これを機に人間たちは魔王軍を制圧。人間界は「もう魔王に怯えることはない」と笑顔に溢れていた。一方、魔界では、倒された魔王の後継を決めるため、新魔王の座をかけたトーナメントが開催されていた。そんな中、大会の責任者が負傷したため、帝国四天王・赤のヴァミリオは代役として責任者を務めることになる。大会予選の参加者を値踏みするヴァミリオの目に留まったのは、今大会の優勝候補である人間の勇者ヘルクであった。ヴァミリオは大会の副責任者であるホンに、なぜ魔族と敵対している人間を参加させているのか問い詰めるも、大会への参加は種族問わず誰でもOKだからだった。「人間が憎い」「人間滅ぼそう」とおよそ人間の勇者とは思えない発言をするヘルクに対し、なにか裏があるに違いないと危惧するヴァミリオだったが、いまいちヘルクの狙いがつかめずにいた。ともかく、ヘルクを敗退させるために、ヴァミリオとホンは様々な妨害を試みるのだった。
戦闘レベル99のヘルクには力では誰も敵わないため、ホンの発案により、第一試合の種目はトランプタワー対決となった。ヘルクにのみツルツルのトランプが用意され、苦戦するヘルクだったが、気合を入れ直す掛け声と同時に風圧を巻き起こし、完成直前の他選手のタワーを崩壊させ、超集中状態を駆使して物凄いスピードでトランプタワーを完成させ、見事一位通過となった。その後は、ボードゲーム対決、彫刻対決、料理対決と試合が進んでいき、無理矢理にでもヘルクを落とすために料理対決の審査員として参加して、0点を出すつもりのヴァミリオだったが、ヘルクが作ったデザートに10点満点を出し、ヘルクは見事すべての試合を一位通過して、準決勝へと進出したのであった。
妨害がまったく上手くいかない一方で、ヴァミリオは配下の諜報員であるアスタを、勇者の情報と人間の狙いを探るべく、人間の国へ潜入させていた。アスタは得られた情報を妹のイスタへ送り、イスタがそれをヴァミリオへ報告する。それによると、ヘルクは高額な賞金をかけられた賞金首となっていて、その罪状は、魔王トールを倒した勇者であり、ヘルクの実の弟であるクレスを殺したとする弟殺しだった。さらに妙なことに、アスタが回ったどの町にも人間の姿はなかった。いぶかしむヴァミリオの元へ、ホンが駆け込んできて、魔王ウルムの城が落城したことを報告する。他にも人間の勇者がいたのかと危惧したヴァミリオだったが、ウルム城を攻め落としたのは勇者ではなく、翼を持った白い兵士、わずか300名の軍勢だった。
不穏な情勢の中、準決勝として乗馬レース対決が行われることになった。馬の良し悪しが勝敗を左右するこの試合で、ヘルクにあてがわれたのはヘルクの膝上くらいの背丈しかない小さな獣だった。大砲の音を合図にレースがスタートするも、ヘルクの馬はその音に驚いてしまっておろろーんと泣き始める。出遅れたヘルクだったが、馬を励まし元気付けて、レースを再開する。ヘルクは、馬に跨っていても地面に足が着くことを利用し、馬と一緒に走ることで、物凄い勢いで追い上げる。道中の障害物は避けずに破壊し、最終的には馬を脇に抱えて走り、そのままトップを追い抜いて見事一位でゴールした。これにより、決勝のメンバーは勇者ヘルク、神速のケンロス、不死身のヒュラ、鉄壁のドルーシの四名に決まった。
ヘルクと翼の兵士の件に頭を悩ませていたヴァミリオだったが、そこへ大会の元責任者である帝国四天王・青のアズドラが満身創痍で現れる。アズドラの提案により、決勝戦はウルム城の奪還に決定する。敵のリーダーを倒して城を奪還した者が新魔王となることになったが、選手の身を案じ、ヴァミリオが運営のアン（偽名）として、これに同行することになった。
ヘルク一行は、魔界の大地の毒が生み出しているという魔物や、それらの通常の魔物よりさらに凶悪な新世界生物と呼ばれる異形を倒しながら、ウルム城を目指す。ウルム城へ到着したヘルクたちは、翼の兵士との戦闘を始める。単身で先行して斬りかかるヒュラだったが、敵のリーダーに間合いを一瞬で詰められ、片腕を切り落とされてしまう。ヒュラに止めを刺そうと近づく敵のリーダーに対して、ヘルクは名を呼んで呼び止める。敵のリーダーはエディルという名のヘルクの知り合いだった。二人はお互いを懐かしむが、エディルの発言から、翼の兵士は人間たちが勇者として覚醒したものであり、覚醒率が高い兵士は自我を保ったままだと、アンたちは知る。勝ち誇るエディルだったが、背後からヒュラの不意打ちをくらい、追い詰められる。ヒュラが止めを刺そうとした瞬間、ヘルクが間に入ってそれを防ぐのだった。これを見たアンは、ヘルクはやはり敵だと認識する。そしてヘルクは翼の兵士を殺してはダメだと言う。その直後、エディルは仲間である翼の兵士によって致命傷を受ける。翼の兵士の行動を疑問に思うアンたちだったが、突如城の床が崩れ、空間移動術で作られたゲートが目の前に現れる。ゲートは暴走しており、周囲のものを無差別に吸い込む状態だった。アンはこれを止めるため、ゲートの原動力となっている結界石を破壊することに成功するが、ゲートからの脱出に失敗し、助けに入ったヘルクとともにゲートへ吸い込まれてしまうのだった。

### 孤島の村編
ヴァミリオことアンが目を覚ますと、そこには一面の海が広がっていた。アンは、聞こえてくる物音を頼りにヘルクを探すと、ヘルクはちょうどログハウスを完成させていた。ヘルクに気取られないよう様子を窺っていたアンだったが、背後の茂みから黄緑色のフワフワした鳥のような生き物ピウイが現れ、元気よく挨拶してきたためヘルクに見つかってしまう。アンは戦うべきかどうか逡巡したが、ヘルクから自分たちは現在孤島にいることを聞かされる。二人で協力して魔界へ帰ろうというヘルクの提案に、勢いにつられてうなずいてしまったアンだったが、これまでのヘルクの行動から、ヘルクはもしや敵ではないのかと思い始めていた。その後、食料調達のため、釣りをしながら今後の方針をアンは考えていた。しかし、考えに没頭するあまり魚の食いつきに気づかず、結局釣り糸が切れて魚を逃してしまう。魚を追ってすかさず海に飛び込んだヘルクは、海の底を歩いていたシカのような生物を抱え上げてくるのであった。
一方、ヴァミリオが行方不明になった顛末を報告されたアズドラは、ソファから転げ落ちるほど動揺をあらわにしていた。落ち着きを取り戻したアズドラは、人間たちの動向を懸念しつつも、ヴァミリオが心配で自身のメンタルが持たないという理由から、ヴァミリオの捜索を第一優先とすることに決めた。人探しの術を使い、ヴァミリオの位置を地図上に指し示そうとしたアズドラだったが、地図の外が指し示され、ヴァミリオたちが大陸の外まで飛ばされたことを知るのであった。
ログハウスで目を覚ましたアンの元に、村長に頼まれて朝食を持ってきたという島民が訪ねてきた。しかし、朝食は食べかけで3割ほどしか残っておらず、アンが指摘すると、運ぶ途中にお腹が空いてしまい、頑張って残したとのことだった。朝食を島民に譲り、村まで案内するようにアンは島民へ頼んだ。アンが村へ到着すると、他の島民からは警戒されている様子だった。そこへピウイが現れ、アンの顔面にダイブしてくる。ババァの匂いするとピウイに言われ、動揺するアンだったが、ヘルクが船を作るとピウイから聞いて、ヘルクの元へ急行する。大陸の方角がわかったのかと思いきや、方角はまだわかっておらず先に船だけ作るとのことだった。するとそこへ、村長と思わしき人物がただならぬ様子で現れ、ついてくるようアンたちに命じる。島民たちに囲まれ一触即発の事態かと思われたが、一転して歓迎の宴を始める村人たちのサプライズだった。アンは宴の席で、大陸の方角を村長に尋ねるも、魔女様なら知っているだろうとのことだった。結界があるため魔女様の元へはこちらから行くことはできないが、近日中に村へくるだろうとのことだったので、アンたちはそれを待つことにしたのだった。
ウルム城に取り残されたケンロス、ヒュラ、ドルーシの3名は、運営からの連絡を待ちつつ、周囲の魔物を討伐していた。そこへ覚醒率の高い翼の兵士率いる翼の兵士1000名の大群が現れる。多勢に無勢の窮地だったが、イスタ、ホン、帝国四天王アズドラが救援として駆けつける。共存の道を説くアズドラだったが、王の命に従うのみと翼の兵士たちが聞き入れることはなかった。アズドラはやむを得ず、木の根を操ることで一瞬の内に翼の兵士1000名を捕縛する。降伏するよう呼びかけるアズドラだったが、突如現れた翼の兵士の増援から一斉に弓を放たれる。しかし、この兵士たちの目的は、アズドラたちへの攻撃ではなく、捕縛された兵士たちの殺害だった。そしてリーダー格の兵士の一人が、勇者は何度でも蘇ると言い残し、自害する。ちょうどそのころ、単身で人間の国の王城に潜入していたアスタは、翼の兵士が次々に召喚されるような光景を目撃する。翼の兵士の言動とアスタの報告から、翼の兵士が復活していることをアズドラたちは確信した。アズドラは過去の経験から、翼の兵士が復活するのは人間の王の術によるもので王を倒すと術が止まることを知っていた。また、アスタからの情報で、人間がウルム城へ再び侵攻することを知ったアズドラたちは、ウルム城の防衛、トール城の奪還、人間の王の討伐を目指し、作戦を進めるのだった。
魔女を待つアンたちの元へ、魔女が村へ来たと島民が伝えに現れた。アンは先んじて村へ急ぎ向かうも、来るのが遅かったらしく魔女はすでに帰っていた。自らを責めるアンだったが、さきほど伝達にきた島民はそれを見て、伝えにいく途中疲れて結構寝てしまったのだと謝りながら白状した。しかし、村長の配慮によって魔女の元への結界が解かれたため、アンたちはピウイの案内ですぐに向かうことにした。魔女の家へたどり着いたアンたちを出迎えたのは、ピウイを二周りほど大きくして頭にトンガリを生やした生き物だった。アンは、この生き物が魔女なのかと驚いたが、背後から本当の魔女に声をかけられた。ピウイがババァと呼ぶその魔女は、とてもお婆さんとは言えない見た目で、アンに少し似た女性だった。魔女によるとアンたちが目指す大陸は島の北西にあり、船旅の準備をした上で、航路の途中に通過する厄介な海域を抜けるために、滅多に現れないシカンゴという獣を捕まえるよう助言を受ける。シカンゴの絵を見せてもらうと、それは以前ヘルクが海から抱え上げてきたシカのような生物だった。ヘルクは、今朝もシカンゴを見かけたということで、単身急ぎシカンゴの捕獲へ向かう。アンは魔女の見た目や言動から、もとは帝国の者ではないかと尋ねるが、答えは内緒だった。魔女は、自身のことよりも目の前の問題、ヘルクに集中しろとアンに警告する。魔女曰く、今は大丈夫だがいつまでもそうだとは限らない、ヘルクは大きな災いを招く可能性を秘めている、正しい選択を、と。
すべての準備を終えたアンとヘルクは、ピウイや魔女、島民たちと別れを告げ、大陸を目指して出航するのだった。

### 帝国への旅路編
大陸へと向かう船上で、アンはピウイの存在に気づく。魔女の計らいにより、一緒に連れて行くようにと、ピウイも船に乗せられていたのだった。危険な旅だからと、ピウイの同行を反対するアンだったが、そこへタコのような姿の巨大な怪物が現れる。船の損傷を嫌って戦闘は避け、逃げ切ることはできたが、同時に島から大きく離れてしまったため、ヘルクがピウイを守るということで、アンはピウイの同行を渋々認めたのだった。順調な船旅かと思われたが、嵐に襲われ、渦に巻き込まれているところに、再びタコの怪物が現れる。ヘルクが応戦し、アンは魔術で援護しようと構えたが、今のうちに逃げるようにとヘルクに制止される。その甲斐あって、アンは渦からの脱出に成功するが、ヘルクは怪物に巻き付かれ海中へと引きずり込まる。大陸まであと少しのところで、離脱してしまったヘルクだった。ヘルクを失い、大陸へ到着したアンを待ち構えていたのは、「ゴール」の看板をかかげたヘルクの姿だった。
船を降り、出発の準備を整えたアンたちの前に、蛮族のような見た目をした集団が現れる。死にたくなければ同行しろという要求に対し、地図が手に入るかもということでアンたちは付いていくことにする。アンたちは、彼らの国であるエリーユ国へと連れられた。エリーユ国は、家も人もボロボロだった。アンがそれを指摘すると、蛮族トースマンとの戦で国が滅ぼされた結果だと語られた。トースマン族、その中でも別格の強さであるトースマン王によって、エリーユ国は支配され、民は呪いで姿を変えられてしまい、過酷な労働や奴隷の差し出しなどを強制されているのだった。そこへエリーユ国の姫が現れ、状況を見て、民の意図を理解した姫は、民を叱責し、アンたちへ陳謝した。すると一行の元へトースマン王が襲来し、国狩りの兵として働けと姫に強要する。逆らえば皆殺しだと脅すトースマン王の前に、ヘルクが立ちはだかる。トースマン族の一斉攻撃を、ヘルクは片手でいなし、アンは魔術で牽制して敵勢を圧倒する。見かねたトースマン王がヘルクに襲いかかるも、その攻撃は全く効かず、ヘルクによって一撃で倒されてしまう。呪いを解いて二度と姿を現さないよう、ヘルクはトースマン王をたしなめるも、負けを認められないトースマン王は、不気味な姿へと変貌し、再びヘルクへと襲いかかる。暴走するトースマン王をヘルクが再び倒すと、生命力を使い果たしたトースマン王は塵となって崩れ去った。すると、呪いが解けて、エリーユ国の民は元の姿へと戻る。ヘルクはその光景を見て安堵する。ヘルクとアンは民から感謝され、姫から名前を尋ねられたが、「ヘルクとアンちゃん！」とピウイが答える。こうして二人は、英雄ヘルク、英雄アンちゃんとして民から讃えられるのだった。
エリーユ国で地図を譲り受けたアンたちは、西にあるという二つの大国を目指す。しかし、大国は二国間の戦争で両方とも滅亡していたため、代わりにその近くにある町へと足を運んだ。町には行商人が多く、酒場では大国の生き残りと思わしき女性イーリスが、滅びた二国とアウギスという人物のことを歌っていた。町の地図屋にて帝国への地図を見つけるも、5万リーンという値段を吹っかけられる。エリーユ国からもらった鉱石を売って2万5000リーンを工面したが、残り半分をどうするか思案していると、優勝賞金3万リーンの料理バトルがちょうど開催されるところだったので、ヘルクの料理の腕を頼りに優勝を目指す。大会荒らしのアージカバ、薄味のムーンミ、激辛ソースのトウガ、などの超凄腕料理人が参加し、料理界の重鎮リヨー・リドンが審査委員を務める鍋料理対決が開始された。この土地の人の味覚に合うか心配していたヘルクだったが、トウガの激辛鍋、ムーンミのピザ、アージカバのアノ料理を抑え、見事優勝を果たす。
一方、ピウイはヘルクが料理バトルに優勝できるように、この町の人気料理を探していた。その道中、イーリスが路上で楽器を奏でているのを見て、ピウイは曲にあわせて歌う。イーリスから声をかけられたピウイは、人気料理を探していたら迷ったと話すと、道案内してもらえることになった。無事に人気料理を手に入れて、アンたちと合流したピウイだったが、料理バトルはヘルクの優勝ですでに終わっていたのだった。
地図を購入したアンたちは、北西にある帝国を目指す。そこへイーリスが現れ、道中にある滅びた二国の土地には、闇の戦士が現れるため、死にたくなければ遠回りするようにと警告する。しかし、急がなければならないからと、アンたちはそこを通過することを選ぶ。イーリスは別れ際にピウイに何かを伝え、アンたちを見送った。
二国の土地へ入ったアンたちは、闇の戦士と遭遇し、襲撃を受ける。ヘルクが応戦し、アンはピウイを避難させる。加勢に戻り、術で援護するアンだったが、闇の戦士の標的となってしまう。攻撃を躱すアンが、不意に怖気を覚えると、それはヘルクの怒気によるものだった。仲間に手を出すなと怒りを顕にし、闇の戦士へ猛攻を加えるヘルクの姿に、アンは魔女の警告を思い起こす。制止しようとアンは声をかけるが、ヘルクは攻撃の手を止めない。そこへピウイが現れ、ピ～ピ～ピョエ～♪と歌い始める。すると、辺りから殺気が消え、闇の戦士の動きが止まる。ピウイは、やばくなったら歌うようにと出立の際にイーリスから伝えられていたのだった。
闇の戦士は、正気を取り戻し、二国間の戦争と自身について語り始める。戦争の激化が進み、敵国は闇の呪法で、理性を喪失した強大な化け物を生み出した。対抗するための唯一の方法は、敵国と同じように闇の力に頼ることだった。助けたい人がいるという思いが理性を繋ぎ止めていたが、その人を目の前で失ってしまい、自身の理性も失ってしまった。闇の戦士はそう語り、ヘルクに礼を述べ、自身の剣を使ってくれとヘルクへ渡す。体が崩れ始めた闇の戦士が、最後にさっきの歌を聞かせてくれないかと願ったところへ、イーリスが現れる。その姿を見て驚いた闇の戦士を、イーリスは抱きしめ、アウギスお兄ちゃんと呼びかける。失ったと思っていた妹のイーリスを、闇の呪法に意識を奪われながらも、アウギスは助け出していたのだった。イーリスの歌声を後に、アンたちは先へ進む。

## 登場人物
声の項はテレビアニメ版の声優。
ヘルク
声 - 小西克幸、松本沙羅（少年）
戦闘レベル99。人間の勇者。新魔王を決める大会になぜか参加し、決勝まで進出した優勝候補で他の魔族からも好感を抱かれている。しかし、謎のゲートにヴァミリオと一緒に吸い込まれ、どこかの孤島へと飛ばされてしまう。レベルが99もあるため、劇中の人物達と比べてとても強い。人間の国では「弟殺し」として、高額な賞金をかけられた賞金首で、人間史上最悪の大犯罪者となっている。大会に参加した理由は不明で、謎の多い人物。「人間が憎い、滅ぼそう」「人間はもう、この世に存在すべきではない」と語っている。料理が上手。大体いつも上半身半裸。傷を負っても超回復状態を駆使することで、すぐに傷を塞ぐことができる。このようにただでさえ謎が多く、それでいて強大な実力を認められていることから彼を警戒している人物も少なくない。
ヴァミリオ
声 - 小松未可子
戦闘レベル78。演技レベル2。帝国四天王の一人。通称「赤のヴァミリオ」。負傷したアズドラに代わり、新魔王を決める大会の責任者代理となる。人間を認めようとせず、突如大会に現れたヘルクを妨害するが失敗し、「運営のアン」として変装し、ヘルクの存在を警戒し、素性を探ろうとするが、謎のゲートによってヘルクと一緒に吸い込まれてしまう。ちゃん付けで呼ばれることをとても嫌がっている。何かとツッコミ役に回ることが多い。柑橘系のジュースを好み、みかんが大好物。第1種特殊能力を持ち、炎を操る。
アズドラ
声 - 松岡禎丞
戦闘レベル73。帝国四天王の一人。通称「青のアズドラ」。用心深く大会ではアクシデントが起こらないように魔術で制限をかけている。ヴァミリオのことを溺愛しているが、ヴァミリオには嫌われている。ヴァミリオのことをちゃん付けで呼ぶ。ヘルクの真意を確かめるため、決勝戦をウルム城奪還にするが、ヘルクと共にヴァミリオが行方不明になってしまったため落ち込む。異常な程しぶとく、確実に死んだと思われる攻撃を受けても生存して再び現れる。
ヒュラ
声 - 前田玲奈
戦闘レベル50。不死身のヒュラ。好戦的でイケメン好き。ヴァミリオ同様、ヘルクに強い警戒心を抱く。腕を切り落とされても再生できるほど、再生力が極めて高いアハルド族という種族。
ドルーシ
声 - 中島卓也
戦闘レベル45。鉄壁のドルーシ。第2種特殊能力を持ち、豆を食べると、30分後に超強力な結界を張ることができる。甘党。
ケンロス
声 - 吉野裕行
戦闘レベル38。神速のケンロス。マイペースな性格で、自称帝国一の足の速さを誇る。友好的で、ヘルクを慕っている。実は、ゲートによって魔界に飛ばされてきたヘルクと出会った最初の人物。
ホン
声 - 石田彰
事務レベル48。大会の副責任者。分け隔てない性分でもあり野心を認めて種族を問わない柔軟な思考を持ち、人間であるヘルクの出場も認めている。また、風紀のためなら自分に不都合でも構わない潔さも持つ。
アスタ
声 - 青木志貴
スパイレベル55。ヴァミリオ配下の諜報員。人間界に潜入している。第2特殊能力を持ち、あっつ～いコーヒーを飲むと、妹のイスタにメッセージを送ることができる（紅茶でも可）。コーヒーは微糖が好き。
イスタ
声 - 白石晴香
スパイレベル48。ヴァミリオ配下の諜報員。アスタと同じ第2特殊能力を持つ。
ロココ
声 - 徳井青空
新魔王を決める大会の司会。
クレス
声 - 小野元春、鈴木みのり（少年）
ヘルクの弟。魔王トールを倒した勇者。
ピウイ
声 - 井澤詩織
人語を話す不思議な生き物。外見は薄緑色の鳥のようだが、本人曰く鳥ではないとの事。
アリシア
声 - 近藤玲奈
魔物を専門に戦う傭兵団のリーダー。
ハンマン、アクスーン、ラントス、ボーウン、ロット
ハンマン(声 - 堀井茶渡)、アクスーン(声 - 前田誠二)、ラントス(声 - 汐谷文康)、ボーウン(声 - 小林千晃)、ロット(声 - 川端しおり)
傭兵。
ラファエド
声 - 宮内敦士
代々王家に仕え、王国を支えてきた名門貴族の当主。
ミカロス
声 - 平川大輔
クレスと共に魔王トールと戦った大賢者。
シャルアミ
声 - 花守ゆみり
ラファエド家の長女。
エディル
声 - 七海ひろき
魔王ウルムの城を襲撃した、翼の兵士の一人。
ゼルジオン
声 - 森嶋秀太
翼の兵士の一人。
ハラオル
声 - 丹羽哲士
翼の兵士の一人。
イーリス
声 - 愛美
大国の生き残りと思わしき女性。
アウギス
声 - 榎木淳弥
闇の戦士。
クシキ
声 - 岩崎諒太
スパイレベル43。諜報員。
魔女
声 - ゆかな
ヘルクとヴァミリオが出会う謎の魔女。
カバノ
声 - 山口竜之介
島の住人
トースマン王
声 - 江頭宏哉
トースマンの王。
エリーユ姫
声 - 朝井彩加
エリーユ人の姫。
アージカバ
声 - 梶原岳人
料理大会荒らし。
トウガ
声 - 小笠原仁
激辛ソースのトウガ。
リョーウ・リドン
声 - 室井海人
料理審査委員長。
ムーンミ
声 - いとうさとる
薄味のムーンミ。
人間の王
声 - 杉田智和
人間の王。
ガウリィウル
声 - 笠間淳
目つきが鋭く、前髪が二本垂れている翼の兵士。
ハルピィ
声 - 中島由貴
新米捜索隊
ルベロ
声 - 沢城千春
帝国一般兵。犬術の使い手。
シン
声 - 藤真秀
南エリアの魔王。
サンダバ
声 - 鈴木崚汰
捜索隊隊長。
ルーフ
声 - 青木瑠璃子
捜索隊員
トール
勇者に倒された前魔王。倒された以後も様付けされるなど尊敬されているが大会の予選が終わっただけの時点で「トール様を超えるものが沢山いる」という主旨の発言をされるなど魔王としての力量は特別なかったようにも言われている。

## 書誌情報
- 七尾ナナキ 『Helck』 小学館〈裏少年サンデーコミックス〉、全12巻
  1. 2014年8月18日発売[10]、ISBN 978-4-09-125236-4
    - 新装版 2022年4月12日発売[11]、ISBN 978-4-09-851077-1

  2. 2014年12月12日発売[12]、ISBN 978-4-09-125547-1
    - 新装版 2022年5月12日発売[13]、ISBN 978-4-09-851103-7

  3. 2015年5月12日発売[14]、ISBN 978-4-09-126138-0
    - 新装版 2022年6月10日発売[15]、ISBN 978-4-09-851162-4

  4. 2015年8月12日発売[16]、ISBN 978-4-09-126330-8
    - 新装版 2022年7月12日発売[17]、ISBN 978-4-09-851196-9

  5. 2015年11月12日発売[18]、ISBN 978-4-09-126630-9
    - 新装版 2022年8月10日発売[19]、ISBN 978-4-09-851236-2

  6. 2016年3月11日発売[20]、ISBN 978-4-09-127024-5
    - 新装版 2022年9月12日発売[21]、ISBN 978-4-09-851282-9

  7. 2016年7月19日発売[22]、ISBN 978-4-09-127359-8
    - 新装版 2022年10月12日発売[23]、ISBN 978-4-09-851337-6

  8. 2016年11月18日発売[24]、ISBN 978-4-09-127440-3
    - 新装版 2023年2月17日発売[25]、ISBN 978-4-09-851634-6

  9. 2017年4月12日発売[26]、ISBN 978-4-09-127587-5
    - 新装版 2023年4月18日発売[27]、ISBN 978-4-09-852009-1

  10. 2017年7月19日発売[28]、ISBN 978-4-09-127658-2
    - 新装版 2023年5月12日発売[29]、ISBN 978-4-09-852063-3

  11. 2017年11月15日発売[30]、ISBN 978-4-09-128025-1
    - 新装版 2023年6月12日発売[31]、ISBN 978-4-09-852137-1

  12. 2018年5月11日発売[32]、ISBN 978-4-09-128294-1
    - 新装版 2023年7月12日発売[33]、ISBN 978-4-09-852546-1

## スピンオフ『ピウイ～ふしぎないきもの～』
2018年7月16日よりマンガワンで配信のスピンオフ漫画。ピウイを主人公にしたゆるふわコメディー。隔週連載、全7回。
- 七尾ナナキ 『ピウイ〜ふしぎないきもの〜』 小学館〈裏少年サンデーコミックス〉、全1巻
  1. 2018年11月12日発売[34]、ISBN 978-4-09-128720-5

## テレビアニメ
2023年7月から12月まで日本テレビ『AnichU』枠ほかにて連続2クールで放送された。ナレーションは池田秀一。

### スタッフ
- 原作 - 七尾ナナキ[8]
- 原作協力 - 小林翔[8]
- 監督 - 佐藤竜雄[8]
- シナリオ - 根元歳三、広田光毅[8]
- アニメーションキャラクターデザイン - 出野喜則[8]
- サブキャラクターデザイン - 林奈美、長坂寛治
- プロップデザイン - 大河広行、林奈美
- 美術設定 - 滝口勝久[8]
- 美術監督 - 岩瀬栄治[8]
- 色彩設定 - 長谷川美穂[8]
- 撮影監督 - 志村豪[8]
- 編集 - 兼重涼子[8]
- 音響監督 - 高松信司[8]
- 音楽 - 平野義久[8]
- 音楽プロデューサー - 千石一成、植田みのり
- チーフプロデューサー - 中谷敏夫、備前島幹人、佐藤龍伸→藤澤佑介
- プロデューサー - 今井蘭泉、曹聡、四竈泰介、上野勇介
- アニメーションプロデューサー - 高野健一
- アニメーション制作 - サテライト[8]
- 製作 - Helck 製作委員会

### 主題歌
「It’s My Soul」
七海ひろきによる第1クールオープニングテーマ。作詞・作曲・編曲は本田正樹。
「スターチス」
sajiによる第1クールエンディングテーマ。作詞・作曲・編曲はヨシダタクミ。
「HELP」
愛美による第2クールオープニングテーマ。作詞は愛美、作曲・編曲は志村真白（FirstCall）。
「ヒカリ」
カノエラナによる第2クールエンディングテーマ。作詞・作曲はカノエラナ、編曲は山崎寛子。

### 各話リスト
| 話数 | サブタイトル         | 脚本     | 絵コンテ     | 演出           | 作画監督                                                                               | 総作画監督                          | 初放送日       |
| ---- | -------------------- | -------- | ------------ | -------------- | -------------------------------------------------------------------------------------- | ----------------------------------- | -------------- |
| #1   | 勇者ヘルク           | 根元歳三 | 相澤伽月     | ヤマトナオミチ | 林奈美 長坂寛治 小暮梨奈 大野勉 久納彩代                                               | 出野喜則                            | 2023年 7月12日 |
| #2   | 運営スタッフのアン   | 根元歳三 | 原博         | 石山タカ明     | 出野喜則 長坂寛治 ウサホリ 金到暎 大野勉 福永なぎさ                                    | 林奈美                              | 7月19日        |
| #3   | 未知の敵             | 根元歳三 | 相澤伽月     | 飯村正之       | Song Jinyeong Kim Jongbeom 久納彩代 出野喜則                                           | 長坂寛治                            | 7月26日        |
| #4   | 衝撃                 | 根元歳三 | 湯川学       | 則座誠         | 林奈美 久納彩代 金到暎 大野勉 冨田恵里沙 福永渚 池田竜也 高瀬言                        | 出野喜則                            | 8月2日         |
| #5   | 孤島の村             | 根元歳三 | 原博         | 布施康之       | Kim Myeongsim Lee Seongjae 久納彩代                                                    | 長坂寛治                            | 8月9日         |
| #6   | 襲来                 | 根元歳三 | セトウケンジ | 飯村正之       | ウサホリ 久納彩代 金到暎 陳力浩 大野勉 池田竜也 三木達也 福永なぎさ                    | 出野喜則 林奈美                     | 8月16日        |
| #7   | 人間の王             | 広田光毅 | 葉摘田緒     | 大脊戸聡       | Kim jong bum Song jin young 倉川英揚                                                   | 長坂寛治                            | 8月23日        |
| #8   | 大陸へ               | 広田光毅 | 佐藤竜雄     | 濱崎徹         | 久納彩代 金到暎 福永なぎさ 池田竜也 竹森由加                                           | 出野喜則 林奈美                     | 8月30日        |
| #9   | 蛮族トースマン       | 広田光毅 | 齋藤德明     | 布施康之       | Kim Seongbeom Kim Myeongsim                                                            | 長坂寛治                            | 9月6日         |
| #10  | 地図を求めて         | 根元歳三 | 湯川学       | 飯村正之       | 劉雲留 葉宇静 江湧 朱暁林 蓋春垚 久納彩代                                              | 出野喜則 ウサホリ                   | 9月13日        |
| #11  | 吟遊詩人の唄         | 根元歳三 | 齋藤德明     | 森田健         | Kim Jongbeom Song Jinyoung 出野喜則                                                    | 長坂寛治                            | 9月20日        |
| #12  | 信じる心             | 根元歳三 | 原博         | 吉本毅         | 長谷川圭 大野勉 金到暎 陳力浩 ビート 倉川英揚                                          | 出野喜則 丸山修二 久納彩代 ウサホリ | 9月27日        |
| #13  | 弟と共に             | 広田光毅 | 佐藤竜雄     | 布施康之       | Kim Myeongsim Kim Jongbeom                                                             | 長坂寛治                            | 10月4日        |
| #14  | 傭兵団               | 広田光毅 | 藍崎灯       | 濱崎徹         | 長谷川圭 大野勉 金到暎 陳力浩                                                          | 出野喜則 丸山修二                   | 10月11日       |
| #15  | 勇者の力             | 広田光毅 | 大脊戸聡     | 森田健         | Song Jinyoung Kim Seongbeom 出野喜則 陳力浩 金到暎                                     | 長坂寛治                            | 10月18日       |
| #16  | 覚醒の真実           | 広田光毅 | 齋藤德明     | 則座誠         | 長谷川圭 宮暁秀 金到暎 水谷麻美子 Park Ga Yeon Suh Yoon Joo Sung Won Yong Jo Gyeong Ju | 出野喜則 丸山修二                   | 10月25日       |
| #17  | 反逆者               | 広田光毅 | 飯村正之     | 飯村正之       | Kim Myeongsim Song Jinyeong 出野喜則 金到暎                                            | 長坂寛治                            | 11月1日        |
| #18  | 笑顔                 | 広田光毅 | 佐藤竜雄     | 外山草         | 長谷川圭 宇津野奈緒美 宮暁秀 金到暎                                                    | 出野喜則 丸山修二                   | 11月8日        |
| #19  | 帝国四天王ヴァミリオ | 根元歳三 | 葉摘田緒     | 布施康之       | Song Jinyeong 林奈美                                                                   | 長坂寛治                            | 11月15日       |
| #20  | 謎の女性             | 根元歳三 | 齋藤德明     | 田中良治       | 堀ほのか 後藤玲奈 李少雷 顾银秋 杭新华 陈峰 赵小玲 陳力浩                              | 出野喜則 長坂寛治 丸山修二          | 11月22日       |
| #21  | フェーズ2            | 根元歳三 | 原博         | 吉本毅         | Song Jinyeong Kim Myeongsim 林奈美                                                     | 長坂寛治                            | 11月29日       |
| #22  | 解呪                 | 根元歳三 | もりたけし   | 霜鳥孝介       | 宇津野奈緒美 大野勉 金到暎 陳力浩                                                      | 出野喜則 丸山修二 久納彩代          | 12月6日        |
| #23  | 選んだ道             | 根元歳三 | もりたけし   | 布施康之       | Song Jinyeong 林奈美                                                                   | 長坂寛治 丸山修二                   | 12月13日       |
| #24  | 希望ある未来へ       | 根元歳三 | 佐藤竜雄     | 外山草         | 長谷川圭 宇津野奈緒美 大野勉 金到暎 陳力浩                                             | 出野喜則 丸山修二 長坂寛治          | 12月20日       |

### 放送局
| 放送期間                 | 放送時間                     | 放送局     | 対象地域   | 備考                                       |
| ------------------------ | ---------------------------- | ---------- | ---------- | ------------------------------------------ |
| 2023年7月12日 - 12月20日 | 水曜 1:29 - 1:59（火曜深夜） | 日本テレビ | 関東広域圏 | 製作参加 / 『AnichU』枠                    |
|                          | 水曜 23:30 - 木曜 0:00       | AT-X       | 日本全域   | CS放送 / 字幕放送 / リピート放送あり       |
| 2023年7月13日 - 12月21日 | 木曜 0:00 - 0:30（水曜深夜） | BS日テレ   | 日本全域   | 製作参加 / BS放送 / 『アニメにむちゅ〜』枠 |

| 配信開始日    | 配信時間                       | 配信サイト |
| ------------- | ------------------------------ | --- |
| 2023年7月12日 | 水曜 2:00（火曜深夜） 更新     | Hulu DMM TV dアニメストア |
| 2023年7月17日 | 月曜 2:00（日曜深夜） 順次更新 | ABEMA Amazon Prime Video アニメタイムズ アニメ放題 auスマートパスプレミアム FOD J:COMオンデマンド TELASA バンダイチャンネル milplus Lemino U-NEXT |

### BD
| 巻 | 発売日         | 収録話          | 規格品番 |
| -- | -------------- | --------------- | -------- |
| 1  | 2023年11月24日 | 第1話 - 第6話   | MOVC-389 |
| 2  | 2023年12月22日 | 第7話 - 第12話  | MOVC-390 |
| 3  | 2024年2月23日  | 第13話 - 第18話 | MOVC-391 |
| 4  | 2024年4月26日  | 第19話 - 第24話 | MOVC-392 |

| 日本テレビ AnichU    | 日本テレビ AnichU | 日本テレビ AnichU                                                                     |
| 前番組               | 番組名            | 次番組                                                                                |
| -------------------- | ----------------- | ------------------------------------------------------------------------------------- |
| THE MARGINAL SERVICE | Helck             | 銀河英雄伝説 Die Neue These - ※第1期・第2期はNHK Eテレにて 本放送されたため実質再放送 |